# Circonscription d'Angleterre du Nord-Est
Angleterre du Nord-Est est une circonscription du Parlement européen. Il a élu 3 députés européens en utilisant la méthode d'Hondt jusqu'à la sortie du Royaume-Uni de l'Union européenne le 31 janvier 2020 (Brexit).

## Frontière
La circonscription correspond à l'Angleterre du Nord-Est une région du Royaume-Uni, qui comprend les comtés cérémoniels de Northumberland, Tyne and Wear, le comté de Durham et des parties du North Yorkshire.

## Histoire
La circonscription a été formée à la suite de la European Parliamentary Elections Act 1999, le remplacement d'un certain nombre de circonscriptions uninominales. C'étaient Durham, Northumbria, Tyne and Wear, et des parties de Cleveland and Richmond.
| MEPs pour les anciens circonscriptions du Nord Est de l'Angleterre, 1979 – 1999                          | MEPs pour les anciens circonscriptions du Nord Est de l'Angleterre, 1979 – 1999 | MEPs pour les anciens circonscriptions du Nord Est de l'Angleterre, 1979 – 1999 | MEPs pour les anciens circonscriptions du Nord Est de l'Angleterre, 1979 – 1999 | MEPs pour les anciens circonscriptions du Nord Est de l'Angleterre, 1979 – 1999 | MEPs pour les anciens circonscriptions du Nord Est de l'Angleterre, 1979 – 1999 | MEPs pour les anciens circonscriptions du Nord Est de l'Angleterre, 1979 – 1999 | MEPs pour les anciens circonscriptions du Nord Est de l'Angleterre, 1979 – 1999 | MEPs pour les anciens circonscriptions du Nord Est de l'Angleterre, 1979 – 1999 | MEPs pour les anciens circonscriptions du Nord Est de l'Angleterre, 1979 – 1999 |
| Élection                                                                                                 |                                                                                 | 1979 – 1984                                                                     |                                                                                 | 1984 – 1989                                                                     |                                                                                 | 1989 – 1994                                                                     |                                                                                 | 1994 – 1999                                                                     |                                                                                 |
| --- | ------------------------------------------------------------------------------- | ------------------------------------------------------------------------------- | ------------------------------------------------------------------------------- | ------------------------------------------------------------------------------- | ------------------------------------------------------------------------------- | ------------------------------------------------------------------------------- | ------------------------------------------------------------------------------- | ------------------------------------------------------------------------------- | ------------------------------------------------------------------------------- |
| Cleveland (1979 – 1984) Cleveland and Yorkshire North (1984 – 1994) Cleveland and Richmond (1994 – 1999) |                                                                                 | Peter Vanneck Conservateur                                                      | Peter Vanneck Conservateur                                                      | Peter Vanneck Conservateur                                                      |                                                                                 | David Bowe Travailliste                                                         | David Bowe Travailliste                                                         | David Bowe Travailliste                                                         |                                                                                 |
| Durham                                                                                                   |                                                                                 | Roland Boyes Travailliste                                                       |                                                                                 | Stephen Hughes Travailliste                                                     | Stephen Hughes Travailliste                                                     | Stephen Hughes Travailliste                                                     | Stephen Hughes Travailliste                                                     | Stephen Hughes Travailliste                                                     |                                                                                 |
| Northumbria                                                                                              |                                                                                 | Gordon Adam Travailliste                                                        | Gordon Adam Travailliste                                                        | Gordon Adam Travailliste                                                        | Gordon Adam Travailliste                                                        | Gordon Adam Travailliste                                                        | Gordon Adam Travailliste                                                        | Gordon Adam Travailliste                                                        |                                                                                 |
| Tyne South and Wear (1979 – 1984) Tyne and Wear (1984 – 1999)                                            |                                                                                 | Joyce Quin Travailliste                                                         | Joyce Quin Travailliste                                                         | Joyce Quin Travailliste                                                         |                                                                                 | Alan Donnelly Travailliste                                                      | Alan Donnelly Travailliste                                                      | Alan Donnelly Travailliste                                                      |                                                                                 |

## Nouveaux membres
| MEPs pour le Nord Est de l'Angleterre, à partir de 1999 | MEPs pour le Nord Est de l'Angleterre, à partir de 1999 | MEPs pour le Nord Est de l'Angleterre, à partir de 1999 | MEPs pour le Nord Est de l'Angleterre, à partir de 1999 | MEPs pour le Nord Est de l'Angleterre, à partir de 1999 | MEPs pour le Nord Est de l'Angleterre, à partir de 1999 | MEPs pour le Nord Est de l'Angleterre, à partir de 1999 | MEPs pour le Nord Est de l'Angleterre, à partir de 1999 | MEPs pour le Nord Est de l'Angleterre, à partir de 1999 | MEPs pour le Nord Est de l'Angleterre, à partir de 1999 | MEPs pour le Nord Est de l'Angleterre, à partir de 1999                      | MEPs pour le Nord Est de l'Angleterre, à partir de 1999 | MEPs pour le Nord Est de l'Angleterre, à partir de 1999 | MEPs pour le Nord Est de l'Angleterre, à partir de 1999 | MEPs pour le Nord Est de l'Angleterre, à partir de 1999 |
| ------------------------------------------------------- | ------------------------------------------------------- | ------------------------------------------------------- | ------------------------------------------------------- | ------------------------------------------------------- | ------------------------------------------------------- | ------------------------------------------------------- | ------------------------------------------------------- | ------------------------------------------------------- | ------------------------------------------------------- | ---------------------------------------------------------------------------- | ------------------------------------------------------- | ------------------------------------------------------- | ------------------------------------------------------- | ------------------------------------------------------- |
| Élection                                                |                                                         | 1999 (5e parlement)                                     | 1999 (5e parlement)                                     | 1999 (5e parlement)                                     |                                                         | 2004 (6e parlement)                                     |                                                         | 2009 (7e parlement)                                     |                                                         | 2014 (8e parlement)                                                          |                                                         | 2019 (9e parlement)                                     |                                                         |                                                         |
| MEP Parti                                               |                                                         | Martin Callanan Conservateur                            | Martin Callanan Conservateur                            | Martin Callanan Conservateur                            | Martin Callanan Conservateur                            | Martin Callanan Conservateur                            | Martin Callanan Conservateur                            | Martin Callanan Conservateur                            |                                                         | Jonathan Arnott UKIP (2014–18) Indépendant (2018 - 2019) Brexit Party (2019) |                                                         | Brian Monteith Brexit Party                             |                                                         |                                                         |
| MEP Parti                                               |                                                         | Alan Donnelly Travailliste jusqu'en décembre 1999       |                                                         | Gordon Adam Travailliste de décembre 1999               |                                                         | Fiona Hall Libéral Démocrate                            | Fiona Hall Libéral Démocrate                            | Fiona Hall Libéral Démocrate                            |                                                         | Paul Brannen Travailliste                                                    |                                                         | John Tennant Brexit Party                               |                                                         |                                                         |
| MEP Parti                                               |                                                         | Stephen Hughes Travailliste                             | Stephen Hughes Travailliste                             | Stephen Hughes Travailliste                             | Stephen Hughes Travailliste                             | Stephen Hughes Travailliste                             | Stephen Hughes Travailliste                             | Stephen Hughes Travailliste                             |                                                         | Judith Kirton-Darling Travailliste                                           | Judith Kirton-Darling Travailliste                      | Judith Kirton-Darling Travailliste                      |                                                         |                                                         |
| MEP Parti                                               |                                                         | Mo O'Toole Travailliste                                 | Mo O'Toole Travailliste                                 | Mo O'Toole Travailliste                                 | Siège aboli                                             | Siège aboli                                             | Siège aboli                                             | Siège aboli                                             | Siège aboli                                             | Siège aboli                                                                  | Siège aboli                                             | Siège aboli                                             | Siège aboli                                             |                                                         |

| \| \| Clé des Groupe politique du Parlement européen (UK)[1] \| v · d · m \| | \| \| Clé des Groupe politique du Parlement européen (UK)[1] \| v · d · m \| | \| \| Clé des Groupe politique du Parlement européen (UK)[1] \| v · d · m \| | \| \| Clé des Groupe politique du Parlement européen (UK)[1] \| v · d · m \| | \| \| Clé des Groupe politique du Parlement européen (UK)[1] \| v · d · m \| | \| \| Clé des Groupe politique du Parlement européen (UK)[1] \| v · d · m \| | \| \| Clé des Groupe politique du Parlement européen (UK)[1] \| v · d · m \| |
| Parti                                                                        | Parti                                                                        | Parti                                                                        | Parti                                                                        | Faction au Parlement européen                                                | Faction au Parlement européen                                                | Faction au Parlement européen                                                |
| ---------------------------------------------------------------------------- | ---------------------------------------------------------------------------- | ---------------------------------------------------------------------------- | ---------------------------------------------------------------------------- | ---------------------------------------------------------------------------- | ---------------------------------------------------------------------------- | ---------------------------------------------------------------------------- |
|                                                                              | Brexit Party                                                                 | 29                                                                           | 29                                                                           |                                                                              | Non-inscrits                                                                 | 57                                                                           |
|                                                                              | DUP                                                                          | 1                                                                            | 1                                                                            |                                                                              | Non-inscrits                                                                 | 57                                                                           |
|                                                                              | Libéral Démocrate                                                            | 16                                                                           | 17                                                                           |                                                                              | Renew Europe                                                                 | 108                                                                          |
|                                                                              | Alliance                                                                     | 1                                                                            | 17                                                                           |                                                                              | Renew Europe                                                                 | 108                                                                          |
|                                                                              | Green                                                                        | 7                                                                            | 11                                                                           |                                                                              | Groupe des Verts/Alliance libre européenne                                   | 75                                                                           |
|                                                                              | SNP                                                                          | 3                                                                            | 11                                                                           |                                                                              | Groupe des Verts/Alliance libre européenne                                   | 75                                                                           |
|                                                                              | Plaid Cymru                                                                  | 1                                                                            | 11                                                                           |                                                                              | Groupe des Verts/Alliance libre européenne                                   | 75                                                                           |
|                                                                              | Travailliste                                                                 | 10                                                                           | 10                                                                           |                                                                              | Socialistes et Démocrates                                                    | 154                                                                          |
|                                                                              | Conservateur                                                                 | 4                                                                            | 4                                                                            |                                                                              | Conservateurs et réformistes européens                                       | 62                                                                           |
|                                                                              | Sinn Féin                                                                    | 1                                                                            | 1                                                                            |                                                                              | Groupe de la Gauche au Parlement européen                                    | 41                                                                           |
| Total                                                                        | Total                                                                        | 73                                                                           | 73                                                                           | Total                                                                        | Total                                                                        | 750                                                                          |
|                                                                              | Clé des Groupe politique du Parlement européen (UK)                          | v · d · m                                                                    |                                                                              |                                                                              |                                                                              |                                                                              |

## Résultats des élections
Les candidats élus sont indiqués en gras. Entre parenthèses indiquent le nombre de votes par siège.

### 2019

Résultats de 2019

| Élections européennes de 2019: North East England, | Élections européennes de 2019: North East England, | Élections européennes de 2019: North East England,  | Élections européennes de 2019: North East England, | Élections européennes de 2019: North East England, | Élections européennes de 2019: North East England, |
| Liste                                              | Liste                                              | Candidats                                           | Votes                                              | %                                                  | ±                                                  |
| -------------------------------------------------- | -------------------------------------------------- | --------------------------------------------------- | -------------------------------------------------- | -------------------------------------------------- | -------------------------------------------------- |
|                                                    | Brexit                                             | Brian Monteith, John Tennant Richard Monaghan       | 240,056 (120,028)                                  | 38,73                                              | +38.73                                             |
|                                                    | Travailliste                                       | Jude Kirton-Darling Paul Brannen, Clare Penny-Evans | 119,931                                            | 19,35                                              | -17.12                                             |
|                                                    | Libéral Démocrate                                  | Fiona Hall, Julie Pörksen, Aidan King               | 104,330                                            | 16,83                                              | +10.90                                             |
|                                                    | Green                                              | Rachel Featherstone, Jonathan Elmer, Dawn Furness   | 49,905                                             | 8,05                                               | +2.86                                              |
|                                                    | Conservateur                                       | Richard Lawrie, Chris Galley, Duncan Crute          | 42,395                                             | 6,84                                               | -10.86                                             |
|                                                    | UKIP                                               | Richard Elvin, Christopher Gallacher, Alan Breeze   | 38,269                                             | 6,17                                               | -23.02                                             |
|                                                    | Change UK                                          | Frances Weetman, Penny Hawley, Kathryn Heywood      | 24,968                                             | 4,03                                               | +4.03                                              |
| Participation                                      | Participation                                      | Participation                                       | 619,854                                            | 32,7                                               | +1.8                                               |

### 2014

Résultats de 2014

| Élections européennes de 2014: North East England | Élections européennes de 2014: North East England | Élections européennes de 2014: North East England   | Élections européennes de 2014: North East England | Élections européennes de 2014: North East England | Élections européennes de 2014: North East England |
| Liste                                             | Liste                                             | Candidats                                           | Votes                                             | %                                                 | ±                                                 |
| ------------------------------------------------- | ------------------------------------------------- | --------------------------------------------------- | ------------------------------------------------- | ------------------------------------------------- | ------------------------------------------------- |
|                                                   | Travailliste                                      | Judith Kirton-Darling, Paul Brannen Jayne Shotton,  | 221,988 (110,994)                                 | 36,5                                              | +11.5                                             |
|                                                   | UKIP                                              | Jonathan Arnott Richard Elvin, Phillip Broughton,   | 177,660                                           | 29,2                                              | +13.8                                             |
|                                                   | Conservateur                                      | Martin Callanan, Ben Houchen, Andrew Lee,           | 107,733                                           | 17,7                                              | −2.1                                              |
|                                                   | Libéral Démocrate                                 | Angelika Schneider, Owen Temple, Christian Vassie,  | 36,093                                            | 5,9                                               | −11.7                                             |
|                                                   | Green                                             | Shirley Ford, Alison Whalley, Caroline Robinson,    | 31,605                                            | 5,2                                               | −0.6                                              |
|                                                   | Independence from Europe                          | Sherri Forbes, Nawal Hizan, Mary Forbes             | 13,934                                            | 2,3                                               | Nouveau                                           |
|                                                   | BNP                                               | Martin Vaughan, Lady Dorothy Brooks, Peter Foreman, | 10,360                                            | 1,7                                               | −7.2                                              |
|                                                   | Démocrates anglais                                | Kevin Riddiough, Sam Kelly, John Lewis,             | 9,279                                             | 1,5                                               | −0.7                                              |
| Participation                                     | Participation                                     | Participation                                       | 608,652                                           | 30,9                                              | +0.5                                              |

### 2009
| Élections européennes de 2009: North East England, | Élections européennes de 2009: North East England, | Élections européennes de 2009: North East England, | Élections européennes de 2009: North East England, | Élections européennes de 2009: North East England, | Élections européennes de 2009: North East England, |
| Liste                                              | Liste                                              | Candidats                                          | Votes                                              | %                                                  | ±                                                  |
| -------------------------------------------------- | -------------------------------------------------- | -------------------------------------------------- | -------------------------------------------------- | -------------------------------------------------- | -------------------------------------------------- |
|                                                    | Travailliste                                       | Stephen Hughes Fay Tinnon, Nick Wallis             | 147,338                                            | 25,0                                               | −9.1                                               |
|                                                    | Conservateur                                       | Martin Callanan Barbara Musgrave, Richard Bell     | 116,911                                            | 19,8                                               | +1.2                                               |
|                                                    | Libéral Démocrate                                  | Fiona Hall Chris Foote-Wood, Neil Bradbury         | 103,644                                            | 17,6                                               | −0.2                                               |
|                                                    | UKIP                                               | Gordon Parkin, Sandra Allison, John Tennant        | 90,700                                             | 15,4                                               | +3.2                                               |
|                                                    | BNP                                                | Adam Walker, Peter Mailer, Ken Booth               | 52,700                                             | 8,9                                                | +2.5                                               |
|                                                    | Green                                              | Shirley Ford, Iris Ryder, Nic Best                 | 34,081                                             | 5,8                                                | +1.0                                               |
|                                                    | Démocrates anglais                                 | Frank Roseman, Allan White, Garham Robinson        | 13,007                                             | 2,2                                                | Nouveau                                            |
|                                                    | Socialiste Travailliste                            | Michael York, John Taylor, James Dodsworth         | 10,238                                             | 1,7                                                | Nouveau                                            |
|                                                    | NO2EU                                              | Martin Levy, Hannah Walter, Peter Pinkney          | 8,066                                              | 1,4                                                | Nouveau                                            |
|                                                    | Christian                                          | Don Botham, Daniel Parker, Coral Thompson          | 7,263                                              | 1,2                                                | Nouveau                                            |
|                                                    | Libertas                                           | Ken Rollings, Alasdair Macleod, William Tremlett   | 3,010                                              | 0,5                                                | Nouveau                                            |
|                                                    | Jury Team                                          | Ahmed Khan, Jackie Riley                           | 2,904                                              | 0,5                                                | Nouveau                                            |
| Participation                                      | Participation                                      | Participation                                      | 589,862                                            | 30,4                                               | −10.4                                              |

### 2004
| Élections européennes de 2004: North East England | Élections européennes de 2004: North East England | Élections européennes de 2004: North East England | Élections européennes de 2004: North East England | Élections européennes de 2004: North East England | Élections européennes de 2004: North East England |
| Liste                                             | Liste                                             | Candidats                                         | Votes                                             | %                                                 | ±                                                 |
| ------------------------------------------------- | ------------------------------------------------- | ------------------------------------------------- | ------------------------------------------------- | ------------------------------------------------- | ------------------------------------------------- |
|                                                   | Travailliste                                      | Stephen Hughes Mo O'Toole, Joanne Thompson        | 266,057                                           | 34,1                                              | −8.1                                              |
|                                                   | Conservateur                                      | Martin Callanan Jeremy Middleton, Amanda Vigar    | 144,969                                           | 18,6                                              | −8.8                                              |
|                                                   | Libéral Démocrate                                 | Fiona Hall Chris Wood, Gregory Stone              | 138,791                                           | 17,8                                              | +4.3                                              |
|                                                   | UKIP                                              | Piers Merchant, Charlotte Bull, Val Cowell        | 94,887                                            | 12,2                                              | +3.4                                              |
|                                                   | BNP                                               | Alan Patterson, Andrew Harris, Jenny Agnew        | 50,249                                            | 6,4                                               | +5.5                                              |
|                                                   | Indépendant                                       | Neil Herron                                       | 39,658                                            | 5,1                                               | Nouveau                                           |
|                                                   | Green                                             | Pam Woolner, Nic Best, Judith Brennan             | 37,247                                            | 4,8                                               | +0.1                                              |
|                                                   | Respect                                           | Yvonne Ridley, Yunus Bakhsh, David Stewart        | 8,633                                             | 1,1                                               | Nouveau                                           |
| Participation                                     | Participation                                     | Participation                                     | 780,491                                           | 40,8                                              | +21.3                                             |

### 1999
| Élections européennes de 1999: North East England | Élections européennes de 1999: North East England | Élections européennes de 1999: North East England                 | Élections européennes de 1999: North East England | Élections européennes de 1999: North East England | Élections européennes de 1999: North East England |
| Liste                                             | Liste                                             | Candidats                                                         | Votes                                             | %                                                 | ±                                                 |
| ------------------------------------------------- | ------------------------------------------------- | ----------------------------------------------------------------- | ------------------------------------------------- | ------------------------------------------------- | ------------------------------------------------- |
|                                                   | Travailliste                                      | Alan Donnelly, Stephen Hughes, Mo O'Toole Gordon Adam             | 162,573 (54,191)                                  | 42,2                                              |                                                   |
|                                                   | Conservateur                                      | Martin Callanan Aidan Ruff, Brendan Murphy, Neil Macgregor        | 105,573                                           | 27,4                                              |                                                   |
|                                                   | Libéral Démocrate                                 | Chris Foote Wood, Fiona Hall, Peter Maughan, Jane Harvey          | 52,070                                            | 13,5                                              |                                                   |
|                                                   | UKIP                                              | Rodney Atkinson, William Brown, Martin Rouse, Graeme Oswald       | 34,063                                            | 8,8                                               |                                                   |
|                                                   | Green                                             | Nicolas Best, Ruth Whiteside, Bridget Speight, Michael Greveson   | 18,184                                            | 4,7                                               |                                                   |
|                                                   | Socialiste Travailliste                           | Brian Gibson, Gordon Potts, James Fitzpatrick, Kenneth Hall       | 4,511                                             | 1,2                                               |                                                   |
|                                                   | BNP                                               | Alan Gould, John Bowles, Iain Wilson, Colin Smith                 | 3,505                                             | 0,9                                               |                                                   |
|                                                   | Pro-Euro Conservateur                             | Dominic Tilley, Marie Adams, Desmond Harney, John Meredith        | 2,926                                             | 0,8                                               |                                                   |
|                                                   | Socialiste (GB)                                   | John Bisset, Steven Colborn, Stephen Davison, Andrew Pitts        | 1,510                                             | 0,4                                               |                                                   |
|                                                   | Natural Law                                       | Paul Kember, Richard Buswell, Richard Keyton, Christopher Adamson | 826                                               | 0,2                                               |                                                   |
| Participation                                     | Participation                                     | Participation                                                     | 385,741                                           | 19,5                                              |                                                   |